# Gora Krutaja
Gora Krutaja är ett berg i Antarktis. Det ligger i Östantarktis. Australien gör anspråk på området. Toppen på Gora Krutaja är 2 029 meter över havet.
Terrängen runt Gora Krutaja är huvudsakligen en högslätt.  Trakten är obefolkad. Det finns inga samhällen i närheten.